# آرپسدورف
آرپسدورف (به آلمانی: Arpsdorf) یک شهر در آلمان است که در Mittelholstein واقع شده‌است.
 آرپسدورف  ۲۶۴ نفر جمعیت دارد.